# 波多黎各聯足球會
波多黎各聯足球會(Puerto Rico United)是一支位於波多黎各阿瓜達的職業足球會，目前於波多黎各足球聯賽角逐。

## 外部連結
- Official site （页面存档备份，存于）
- Official USL Pro site